# Perifysoïd
Perifysoïden of apicale parafysen zijn steriele hyfen in het vruchtlichaam van sommige schimmels. Het zijn korte hyfen die groeien vanaf de wanden van het vruchtlichaam in het bovenste gedeelte, boven de asci. Ze komen bijvoorbeeld voor bij soorten van de familie Nectriaceae. De perifysoïden groeien langs het vruchtlichaam tussen de asci, maar ze groeien nooit tot aan de basis van het vruchtlichaam. Ze hebben vrije uiteinden die niet verbonden zijn met andere hyfen.
De perifysoïden behoren tot het hamatecium.